# 1952 في إسرائيل
فيما يلي قوائم الأحداث التي وقعت خلال عام 1952 في إسرائيل.

## سياسة

### تعيين في المنصب
- 25 يونيو – إليعازر كابلان نائب رئيس الوزراء ‏.
- 14 أغسطس – دافيد بن غوريون وزير النقل والسلامة المرورية الإسرائيلي  [لغات أخرى]‏.
- 17 أغسطس – بنحاس لافون وزير إسرائيلي بدون حقيبة وزارية ‏.
- 16 ديسمبر – إسحاق بن تسفي رئيس إسرائيل.
- 24 ديسمبر – إسرائيل روكاح وزير الشؤون الداخلية [الإنجليزية]‏.
- 24 ديسمبر – دوف يوسف وزير إسرائيلي بدون حقيبة وزارية ‏.
- 24 ديسمبر – يوسف بورغ وزير الاتصالات الإسرائيلي  [لغات أخرى]‏.

### انتهاء فترة المنصب
- 1 يناير – رؤوفين شيلواه مدير الموساد ‏.
- 1 يناير – يغائيل يادين رئيس الأركان العامة.
- 25 يونيو – ليفي أشكول وزير الزراعة والتنمية الريفية الإسرائيلي  [لغات أخرى]‏.
- 13 يوليو – إليعازر كابلان عضو الكنيست [الإنجليزية]‏، نائب رئيس الوزراء ‏.
- 9 نوفمبر – حاييم وايزمان رئيس إسرائيل.
- 8 ديسمبر – إسحاق بن تسفي عضو الكنيست [الإنجليزية]‏.
- 24 ديسمبر – دافيد بن غوريون وزير النقل والسلامة المرورية الإسرائيلي  [لغات أخرى]‏.
- 24 ديسمبر – يوسف بورغ وزير الصحة  [لغات أخرى]‏.

## مواليد

### يناير
- 1 يناير – رفيق الحسيني
- 1 يناير – شلومو كاليش مستثمر إسرائيلي.
- 1 يناير – عزرا ناوي
- 1 يناير – مازن غنايم لاعب كرة قدم إسرائيلي.

### فبراير
- 4 فبراير – نينو هيرمان مصور إسرائيلي.
- 26 فبراير – يهودا شنهاف عالم اجتماع إسرائيلي.

### أبريل
- 24 أبريل – واصل طه سياسي إسرائيلي.

### مايو
- 4 مايو – كوبي الكسندر
- 5 مايو – موشيه غافني سياسي إسرائيلي.
- 29 مايو – جورج القرا قاضي إسرائيلي.

### يوليو
- 2 يوليو – دورون تافوري ممثل إسرائيلي.
- 6 يوليو – عدي شامير
- 18 يوليو – عصام مخول سياسي إسرائيلي.
- 30 يوليو – إيلان تشيستر موسيقي فنزويلي.

### أغسطس
- 4 أغسطس – روني بورنشتاين

### أكتوبر
- 20 أكتوبر – داليا إيتسيك سياسية إسرائيلية.
- 30 أكتوبر – عوزي ميشولام حاخام إسرائيلي.

### ديسمبر
- 3 ديسمبر – بيني هن
- 13 ديسمبر – افي نيشر
- 14 ديسمبر – آفي ديختر سياسي إسرائيلي.
- 22 ديسمبر – أوري أرئيل سياسي إسرائيلي.

## وفيات

### يناير
- 1 يناير – عبد الرؤوف القدوة الحسيني (مواليد 1860)